# Susanna van Tonder

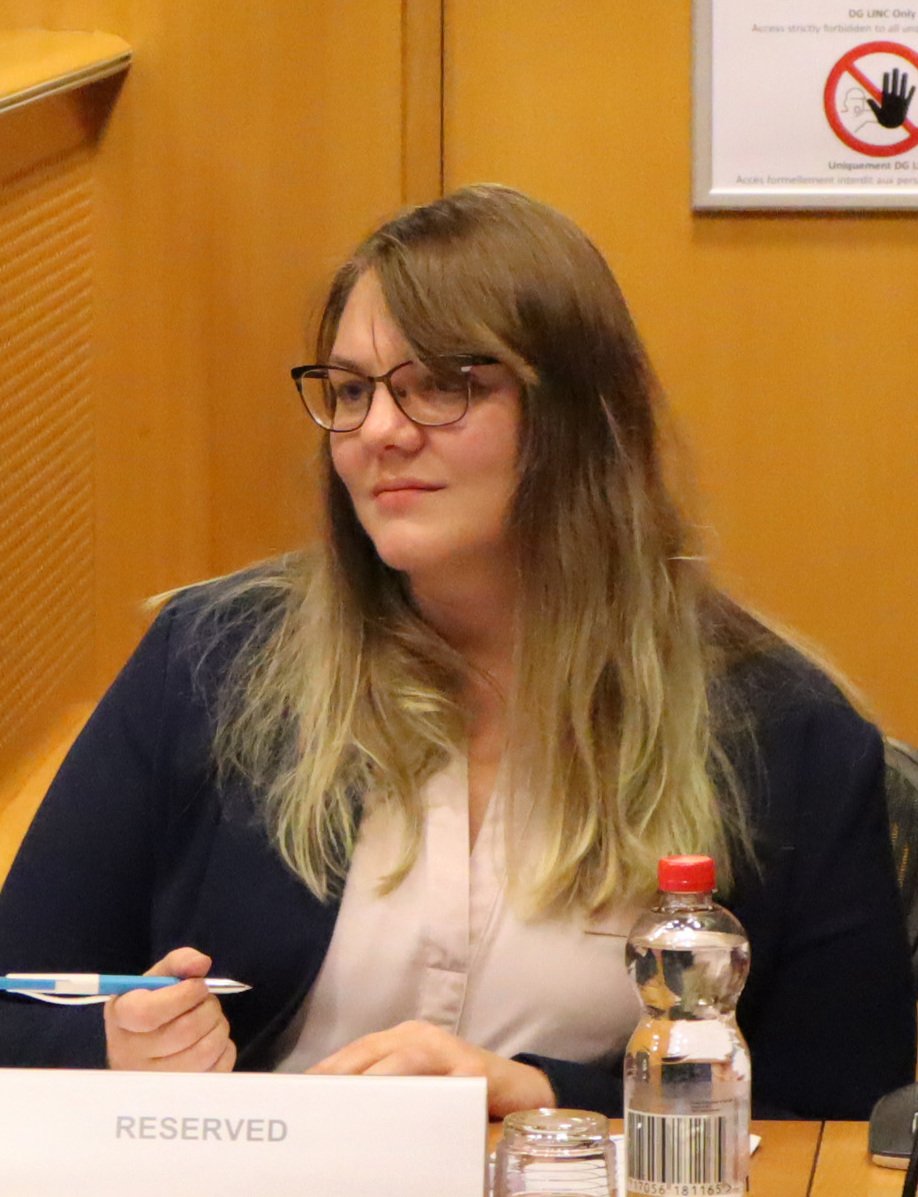
Susanna van Tonder beim Brain, Mind and Pain Meeting im Europäischen Parlament im November 2018

Susanna van Tonder (* 28. Mai 1988 in Vanderbijlpark) ist eine luxemburgische Aktivistin für Behindertenrechte, Patientenfürsprecherin und Bloggerin.
Sie nahm 2023 sowohl an den Gemeindewahlen in Walferdingen teil, als auch an den Nationalwahlen als Kandidatin für die Liste im Zentrum. Sie blieb bei ihren Kandidaturen sowohl auf lokaler als auch auf nationaler Ebene ohne Mandat.

## Biographie
Van Tonders erste offensichtliche Symptome ihrer Multipler Sklerose führten 2015 zu einem Grand-Mal-Anfall. 2016, genau ein Jahr später, wurde bei ihr Multiple Sklerose diagnostiziert. Die Erfahrung, in ihren frühen Erwachsenenjahren mit einer unheilbaren Krankheit diagnostiziert zu werden, veranlasste van Tonder, sich mit der Inklusion und dem Verständnis der Bedürfnisse von Menschen mit Behinderungen und Patienten mit chronischen Erkrankungen auseinanderzusetzen.
Nach der Teilnahme an einer Veranstaltung im Jahr 2017, die von der European Multiple Sclerosis Platform (EMSP) und Shift.ms für junge Menschen die von Multipler Sklerose betroffen sind, organisiert wurde, begann sie, sich in der Patientengemeinschaft zu engagieren. 2017 trat sie ehrenamtlich dem Team von Shift.ms mit dem Namen „The Energy“ bei. Im Jahr 2018 wurde sie Mitglied des Vorstands des gemeinnützigen Vereins Multiple Sclérose Lëtzebuerg und Mitglied des Netzwerks der jungen Menschen der EMSP. Als jüngstes Vorstandsmitglied von Multiple Sclérose Lëtzebuerg liegt ihr Hauptaugenmerk auf dem Engagement von Jungen Menschen und der Verringerung der Isolation.
Anfang 2019 trat sie dem Hohen Rat für Menschen mit Behinderungen (CSPH) in Luxemburg bei, um die Amtszeit von Tilly Metz für Multiple Sclérose Lëtzebuerg und die von Multipler Sklerose Betroffenen abzuschließen. Im Juli 2019 wurde sie für die Amtszeit 2019–2023 als Ersatzmitglied gewählt.
Im Jahr 2019 schuf van Tonder die MS Brainy-Kampagne, um „das Bewusstsein für Multiple Sklerose und die Vielfalt der von MS Betroffenen zu schärfen. Die Kampagne zeigt die Geschichten und Gesichter der Menschen, die mit MS leben und was es bedeuten kann, mit MS zu leben.“ Es steht unter dem Hashtag #MoreThanBrain #MultipleSclerosis.
Van Tonder führt einen Blog, der ihre Entwicklung als Patientenfürsprecherin beschreibt.

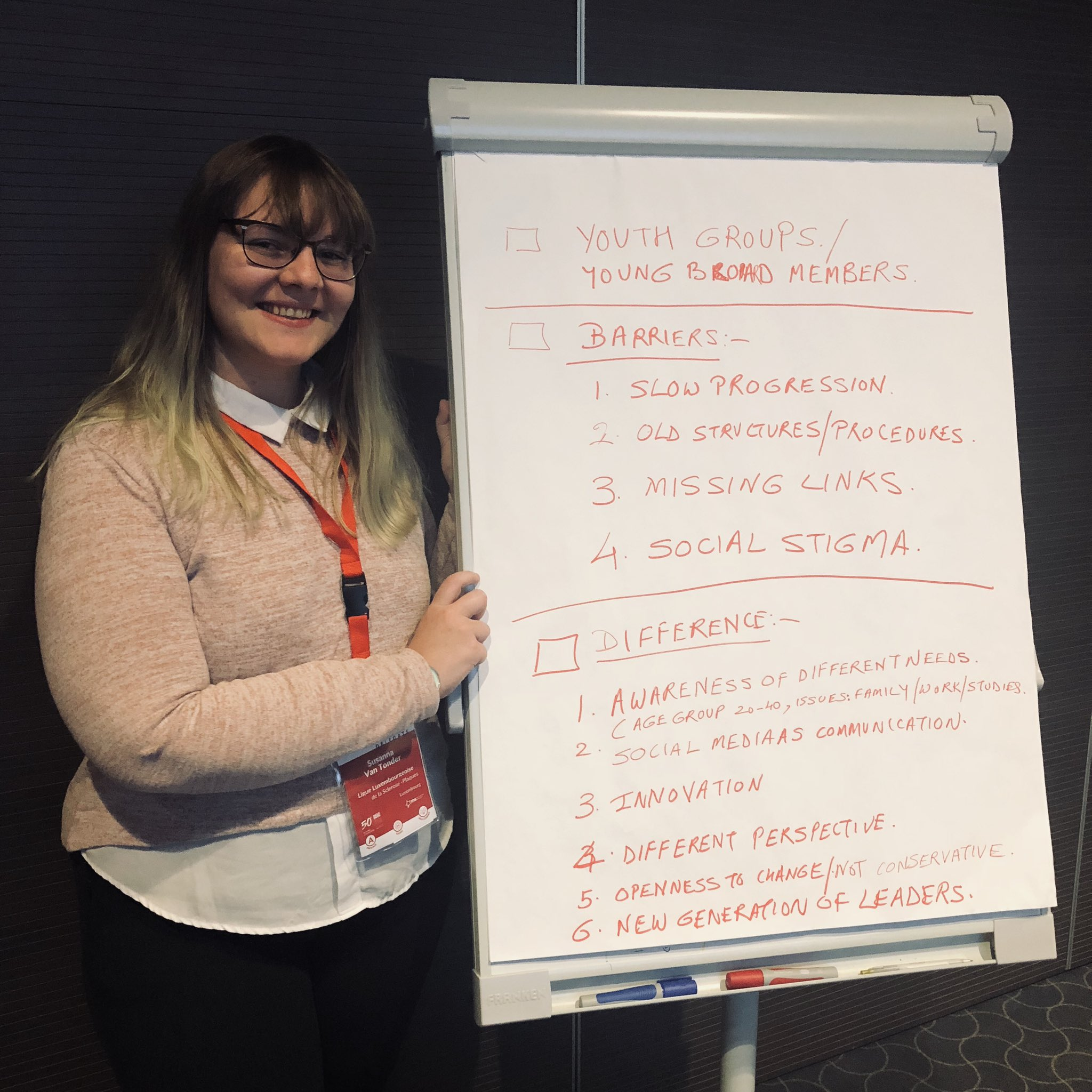
Susanna van Tonder präsentiert Gruppenergebnisse auf der MSIF World Conference Young People’s Workshop

### Anerkennung
Für ihre Arbeit auf dem Gebiet der Multiplen Sklerose gewann van Tonder den Jugendpreis De Jugendpräis Wooltz 2019 in der Kategorie 'Besondere Leistung'.